# Półtora gliniarza
Półtora gliniarza (ang. Cop and a Half) – amerykański film familijny z 1993 roku w reżyserii Henry'ego Winklera. Wyprodukowany przez Universal Pictures.

## Opis fabuły
Ośmioletni Devon Butler (Norman D. Golden II) mieszka z babcią. Marzy o pracy w policji. Ponieważ był jedynym świadkiem morderstwa dokonanego przez gangsterów, wymusza na policjantach swój udział w śledztwie. Jego partnerem zostaje doświadczony detektyw Nick McKenna (Burt Reynolds).

## Obsada
- Burt Reynolds jako detektyw Nick McKenna[1]
- Norman D. Golden II jako Devon Butler
- Bradley Pierce jako Ray Mullen
- Ruby Dee jako Rachel
- Holland Taylor jako kapitan Rubio
- Ray Sharkey jako Vinnie Fountain
- Sammy Hernandez jako Raymond Sanchez
- Frank Sivero jako Chu
- Rocky Giordani jako Quintero
- Marc Macaulay jako Waldo

i inni